# تقية الصورية
أم علي تقية بنت أبى الفرج غيث بن على بن عبد السلام بن محمد بن جافر السلامية الأرمنازية الصورية (دمشق 1111م / 505 هـ - 1183م / 579 هـ)، أيضا عرفت بـ ست النعم. شاعرة دمشقية فاضلة صحبت الحافظ السلفي زمانا بالإسكندرية. وتوفيت بالإسكندرية.

## سيرتها
تُعتبر الطالبة الأكثر شهرة لأبي طاهر السلفي، المعلم الرائد في عصره. ولِدَت تقيَّة في دمشق، وانتقلت في صباها إلى الإسكندريَّة، وتلقَّت تعليمها هناك على يد أبي طاهر السلفي، وذكرها في بعض تعاليقه وأثنى عليها. نظمت تقية قصائد عدة، ومن ذلك: قصيدة تمدح بها الملك المظفر تقي الدين عمر، وكانت القصيدة خمرية، فلما وقف عليها قال: الشيخة تعرف هذه الأحوال من صباهـا؟! فبلغها ذلك، ونظمت قصيدة أخرى حربية ووصفت الحرب وما يتعلق بها أحسن وصف ثم سيرت إليه تقول: علمي بهذا كعلمي بهذا، وكان قصدها براءة ساحتها بما نسبت إليه.
وفي مصر تُوفِّيت في شهر شوال من سنة 579 هـ (1183 م) بالإسكندرية. نظمت تقيَّة قصائد وأشعار قصيرة، واعترف معاصروها ومن كتب عنها بفطنتها وموهبتها. وكان فاضل بن حمدون زوج تقية (دمشق 1097/490، توفى في الإسكندرية 1172/568) باحث بارز، وابنهم أبو الحسن على فاضل حمدون الصوري (1206/603) كان أيضاً باحثاً متميزاً. 
واحدة من قصائد تقية التي بقيت حتى الآن عبارة عن حكمة عن الخمر كانت قد أرسلتها للمظفر عمر، وعندما قال المظفر بأنها كتبت القصيدة بناء على تجربة، نظمت تقية قصيدة أخرى عن الحرب، لتثبت أنها لا تحتاج إلى الخبرة لتكتب قصيدة حول موضوع ما.